# 大学站 (吉隆坡)
大學站 （英語：Universiti）是吉隆坡快捷通所屬的格拉那再也線位於孟沙南城的一個高架車站，位處聯邦大道及西部疏散大道旁。就近為馬來亞大學及鄰近的甘榜格靈芝、甘榜班底、班底山園（Pantai Hillpark）提供服務。

## 车站命名权计划
1998年8月1日車站啟用時的马来文名稱是Universiti，2015年10月國家基建公司在『車站命名權計畫』下以標售轻快铁站冠名權來獲得資金後用以提升公共運輸素質名，首批試辦的有三個車站分別是武吉免登站、孟沙站和大學站。地產開發商Suez Capital私人有限公司在甘榜格靈芝進行計畫名稱為吉隆坡门户（KL Gateway）的高級住宅、商場及辦公大樓的改建工程，並得到大學站的车站冠名權，隨即把大學站英文名字改為KL Gateway–Universiti，赞助名在5年期满后，已于2021年移除。

## 車站結構
| L2 | 1 月台                                                   | 格拉那再也線 KJ18 格靈芝站 (→)         |
| L2 | 島式月台（1月台右側車門將會開啟，2月台左側車門將會開啟） |                                        |
| L2 | 2 月台                                                   | 格拉那再也線 KJ20 再也花園站 (←)       |
| L1 | 穿堂層                                                   | 驗票閘門、自動售票機、車站辦公室、商店 |
| G  | 地面層                                                   | 公車站、計程車招呼站、商店             |

## 巴士服務
| 路線 | 始發站             | 經過          | 終點站          |
| ---- | ------------------ | ------------- | --------------- |
| 750  | KJ14 中央藝術坊站  |               | 莎亞南第2区     |
| 751  | KJ14 中央藝術坊站  |               | 莎亚南太子园    |
| 772  | KJ14 中央藝術坊站  | 梳邦新村      | 梳邦苏丽雅      |
| 780  | KJ14 中央藝術坊站  | 八打靈再也SS2 | 哥打白沙罗      |
| T788 | KJ19 大學站        |               | 谷中城美佳廣場  |
| T789 | KJ19 大學站        |               | 馬來亞大學      |
| T790 | 谷中城美佳廣場北阁 |               | KJ22 百乐花园站 |

## 意外事故
2015年7月22日下午12时30分，一辆轻快铁列车于大学站停靠时冒出浓烟，53名乘客被转移到救援列车，轻快铁公司安排替代列车后，服务在下午1时恢復正常，无人在这起事故中受伤，该次事件也是格拉那再也线投入服务来，首次发生1天2宗（另一起發生於斯迪亞旺沙站）的罕见意外。

## 照片集

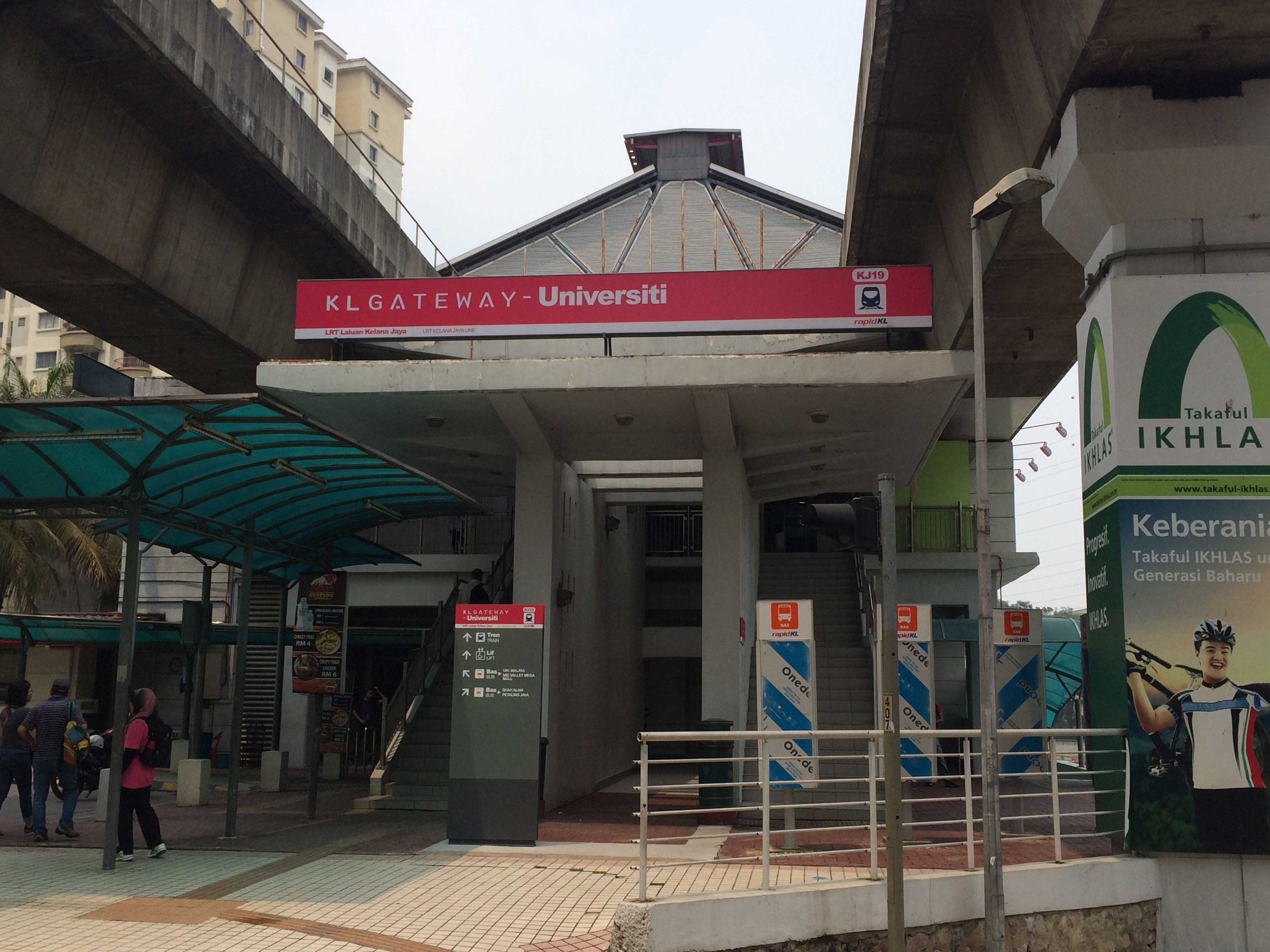
車站出入口
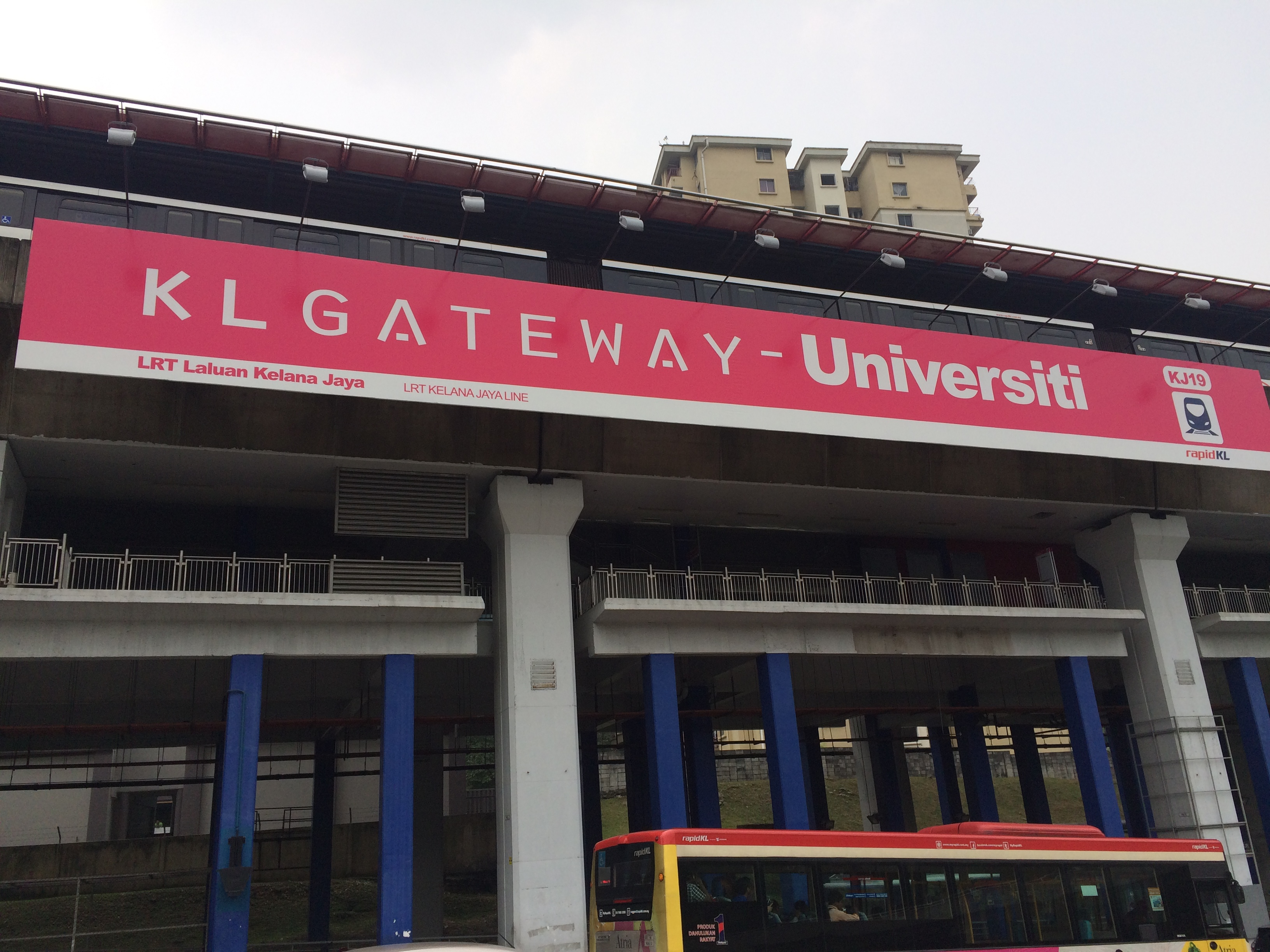
从联邦大道望向的车站外观